# Karl Korte
Pour les articles homonymes, voir Korte.
Karl Richard Korte, né le 25 août 1928 à Ossining (New York et mort le 27 février 2022 à Dobbs Ferry,, est un compositeur américain de musique classique contemporaine.

## Biographie
Il est né à Ossining, New York, et a grandi à Englewood, New Jersey. Il a fréquenté la Juilliard School, où il a étudié avec Peter Mennin, William Bergsma et Vincent Persichetti. Il a ensuite étudié la composition avec Otto Luening, Goffredo Petrassi et Aaron Copland.
Korte a enseigné à l'Université du Texas à Austin de 1971 à 1997 et détient actuellement le grade de professeur émérite. De 1997 à 2000, il a été professeur invité au Williams College de Williamstown, Massachusetts. Il vit à Cambridge, New York.
Il a reçu de nombreux prix nationaux et internationaux pour son travail, dont deux bourses Guggenheim (1959 et 1970), des prix Fulbright en Italie et en Nouvelle-Zélande et une médaille d'or du gouvernement belge au Concours de musique Reine Elisabeth.

## Œuvres (liste partielle)
- 1957 – Fantasy pour violon et piano
- 1964 – Songs of Innocence (Blake), pour voix de femmes et piano
- 1967 – Matrix – 7 pour quintette à vent, piano et percussion. écrit pour le New York Woodwind Quintet
- 1968 – Aspects of Love, pour SATB et piano
- 1968 – Sappho Says, pour mezzo-soprano soliste avec chœur de femmes, flûte, et piano
- 1969 – Symphonie no 3[3]
- 1969 – Carols New Fashioned, pour SATB et piano (en option guitare ou harpe)
- 1971 – Remembrances pour flûte et son de synthétiseur
- 1973 – Pale is This Good Prince (un Oratorio en mémoire de Jean Casadesus), pour chœur, soprano, deux pianos, percussion, et narrateur
- 1982 – Music for a New Easter, pour chœur SATB et cuivre ou clavier
- 1989 – Three Psalm Settings, pour chœur a cappella
- 2000 – Viola Redux, Viola Dance pour alto et piano (révisé en 2006)
- 2001 – Four Songs of Experience (Blake), pour voix de femmes, SSA, et piano
- 2001 – Holy Thursday (Blake), pour SATB et piano
- 2002 – SHIKI (les Quatre Saisons), pour chœur (SATB ou SSA), solistes, et accompagnement par une partition électronique créée avec des fragments de koto, percussion, et autres sons.
- 2004 – Travelogues pour Duo46 (violon et guitare) et violonCelle (Cyprus, Te Maori, Aki)
- 2004 – 2 Makams pour Duo46 (violon et guitare)
- 2005 – The Time Is: pour chœur SATB, solistes, clavier et cordes. Six chants sur des textes  de Eve Merriam, allant de la Révolution américaine au Mouvement pour le vote des femmes en passant par desmouvements contemporains sur le thème de l'écologie.
- 2007 – "Virtual Voices" pour Duo46 (violon et guitare) et bande